# ATV (rete televisiva peruviana)
Andina de Radiodifusión y Television, conosciuta principalmente con la sigla ATV, è una rete televisiva peruviana, del gruppo Andina de Radiodifusión.

## Storia
La rete fu fondata nel 1969 ma chiusa poco tempo dopo per i tumulti in Perù di quegli anni. Fu riaperta nel 1984 e dal quel momento ha guadagnato popolarità fra il pubblico grazie alla trasmissione di film stranieri e telenovele, principalmente brasiliane. Sino al 1991 era conosciuta come Canal 9 dal numero della frequenza VHF dove trasmette tuttora.